# Office of the Comptroller of the Currency
L'Office of the Comptroller of the Currency (OCC) est un organisme étatique, sous la tutelle du département du Trésor des États-Unis, chargé de réguler et de surveiller les banques nationales implantées aux États-Unis. Il est établi par le National Bank Act (en). Son siège est implanté à Washington.